# Diocesi di Guarda

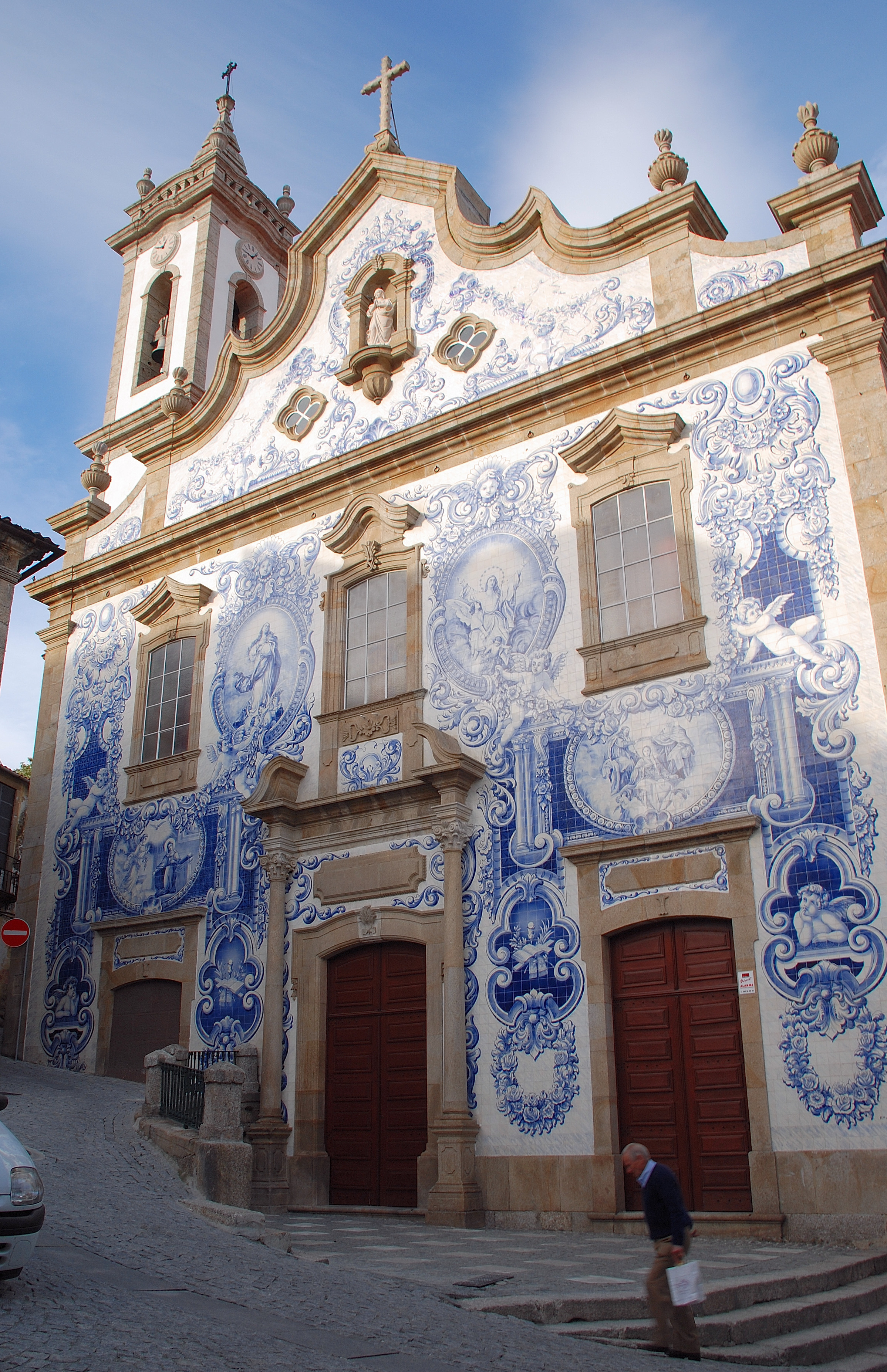
Una chiesa di Covilhã.

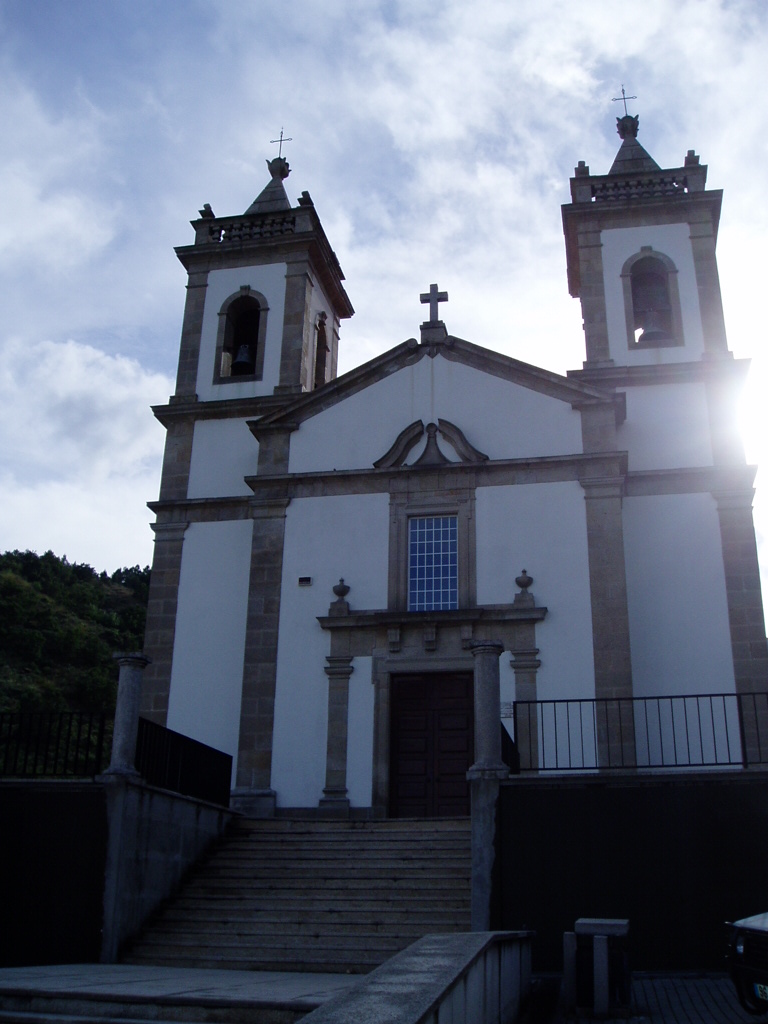
Chiesa di Nostra Signora di Fátima in Covilhã.

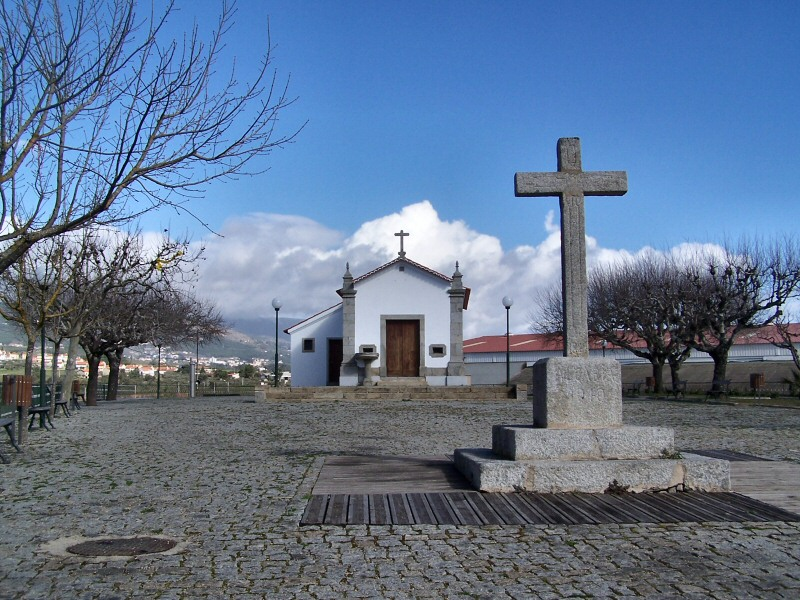
Cappella di Nossa Senhora das Necessidades, Alcaria (Fundão).

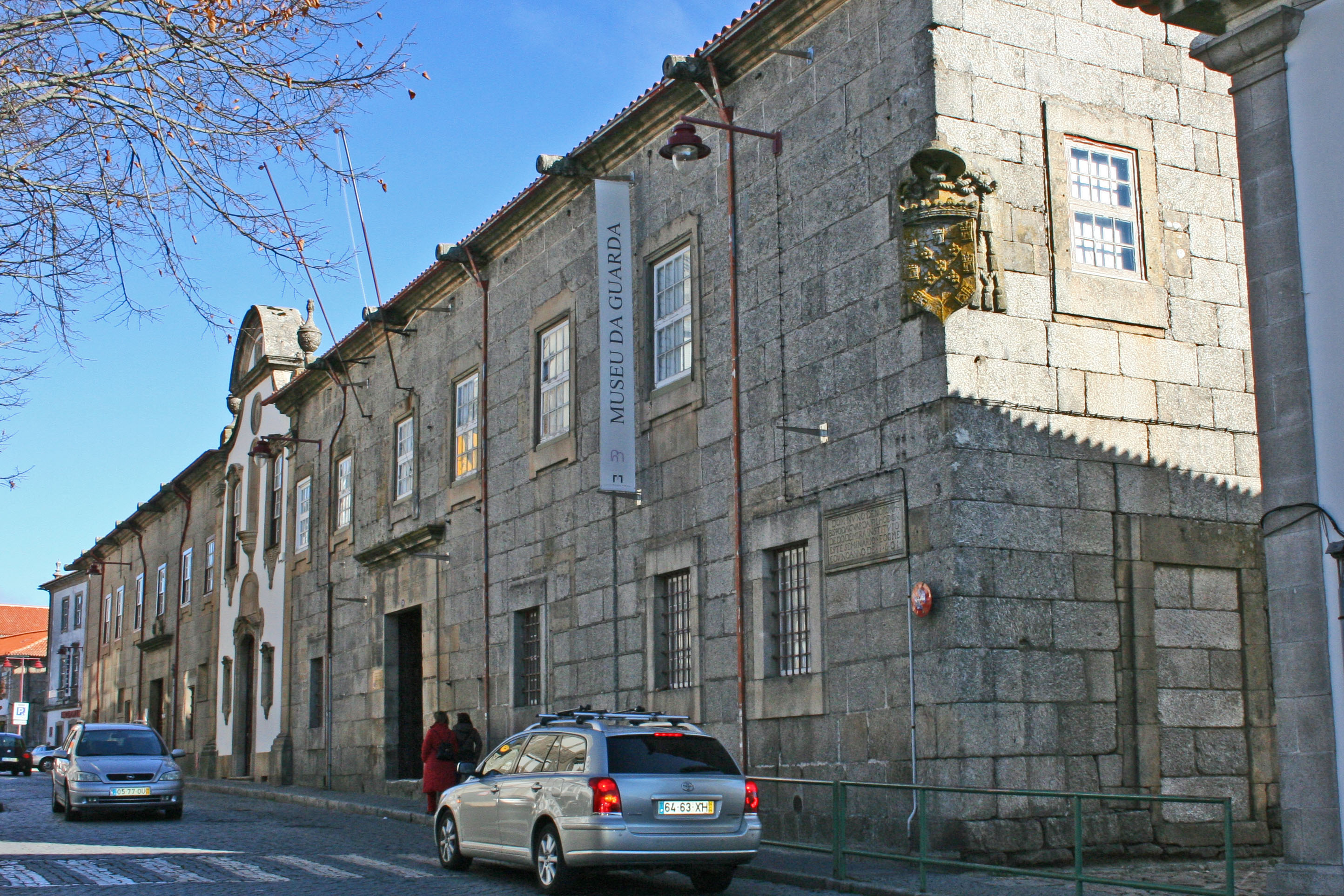
L'antico palazzo episcopale e il seminario di Guarda, ora sede del museo civico.

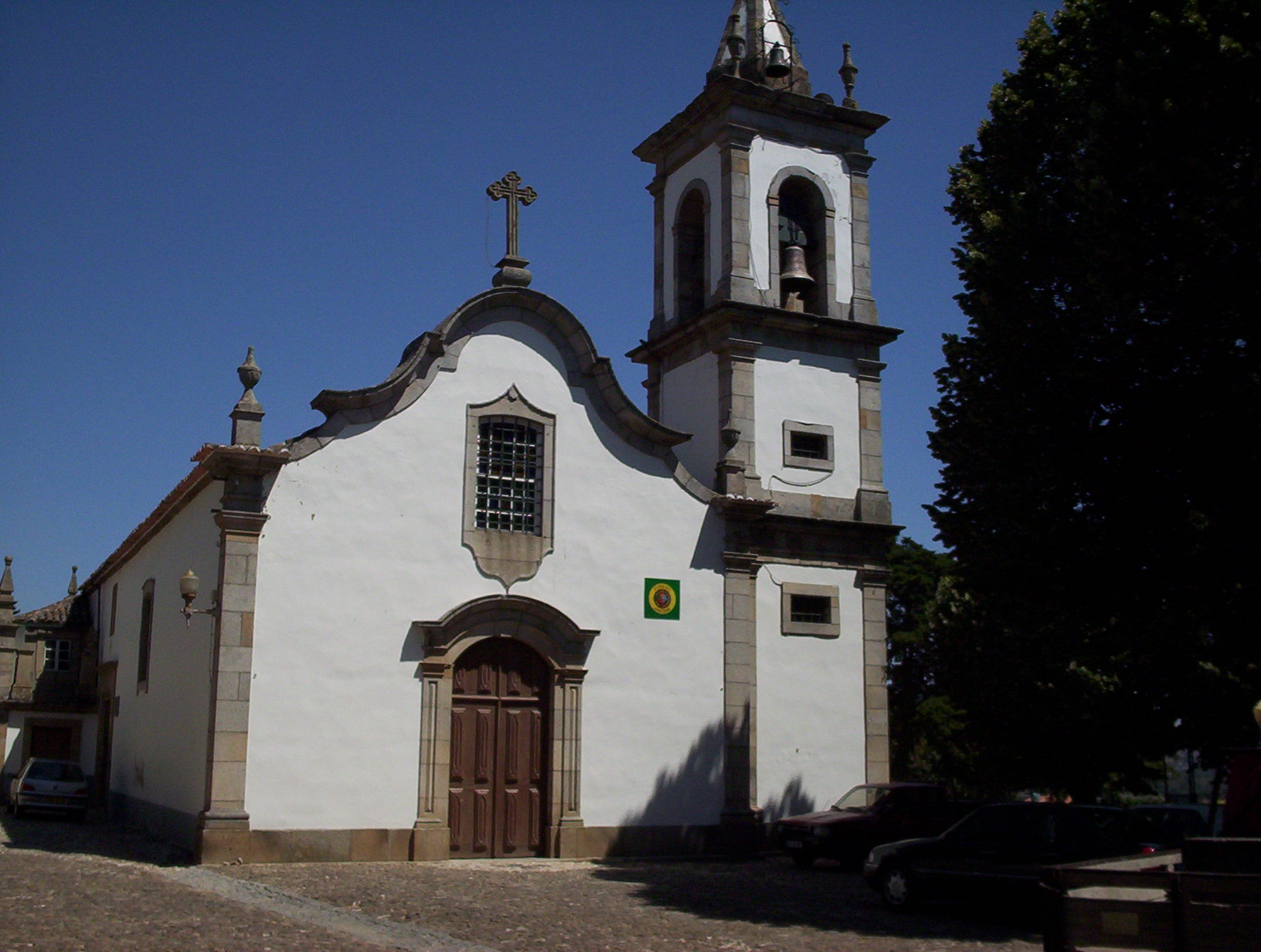
Chiesa di San Luigi di Pinhel, antica cattedrale della diocesi di Pinhel

La diocesi di Guarda (in latino Dioecesis Aegitaniensis) è una sede della Chiesa cattolica in Portogallo suffraganea del patriarcato di Lisbona. Nel 2023 contava 249.520 battezzati su 260.160 abitanti. È retta dal vescovo José Miguel Barata Pereira.

## Territorio
La diocesi comprende i seguenti comuni portoghesi:
- nel distretto di Castelo Branco: Belmonte, Castelo Branco (frazioni di Almaceda, Louriçal do Campo, Ninho de Açor e São Vicente da Beira), Covilhã, Fundão e Penamacor
- nel distretto di Coimbra, la frazione di São Gião (nel comune di Oliveira do Hospital)
- nel distretto di Guarda, i comuni di: Almeida, Celorico da Beira, Figueira de Castelo Rodrigo, Fornos de Algodres (frazioni di Juncais, Vila Soeiro do Chão), Gouveia, Guarda, Manteigas, Pinhel, Sabugal, Seia, Trancoso e due frazioni di Vila Nova de Foz Côa (Almendra e Castelo Melhor).

Sede vescovile è la città di Guarda.
Il territorio si estende su 6.759 km² ed è suddiviso in 361 parrocchie, raggruppate in 17 arcipresbiterati: Capelanias, Almeida, Alpedrinha, Belmonte, Celorico, Covilhã, Figueira de Castelo Rodrigo, Fundão, Gouveia, Guarda, Manteigas, Penamacor, Pinhel, Rochoso, Sabugal, Seia e Trancoso.

### Cattedrale
La Sé Catedral, di Guarda è la chiesa madre della diocesi. È un massiccio edificio tardo gotico, ultimato nella metà del XVI secolo, eretto con grandi blocchi squadrati di granito con ornamenti manuelini. È chiuso da torri merlate.

## Storia
Egitania, corrispondente alla frazione di Idanha-a-Velha nel comune di Idanha-a-Nova, fu sede di una diocesi, eretta con l'affermarsi del regno suebo nella seconda metà del VI secolo; primo vescovo noto di questa diocesi è Adorico, che prese parte al concilio di Braga nel 572. Originariamente era suffraganea dell'arcidiocesi di Braga; dopo il 666 entrò a far parte della provincia ecclesiastica dell'arcidiocesi di Mérida.
Sono noti altri sette vescovi Aegitaniensis fino alla fine del VII secolo. Nel 715 la città episcopale fu distrutta dai mori all'epoca dell'invasione musulmana.
In seguito alla riconquista cristiana, la diocesi fu ristabilita nel 1199 come suffraganea dell'arcidiocesi di Santiago di Compostela e con sede a Guarda, elevata al rango di città dal re Sancho I il 27 novembre 1199. Tuttavia, fino al XVI secolo i vescovi continuarono ad utilizzare prevalentemente il titolo di "vescovi di Egitania", e solo in seguito si impose il titolo attuale.
Non conoscendo esattamente i limiti dell'antica diocesi, per alcuni anni i vescovi entrarono in conflitto con i vicini episcopati di Coimbra e di Viseu, fino alla sentenza di papa Alessandro IV che decretò i confini delle tre diocesi il 27 aprile 1256.
Nel 1394 entrò a far parte della provincia ecclesiastica dell'arcidiocesi di Lisbona (oggi patriarcato).
Il 21 agosto 1549 cedette una porzione del suo territorio a vantaggio dell'erezione della diocesi di Portalegre (oggi diocesi di Portalegre-Castelo Branco). In seguito a questa cessione il territorio diocesano era composto di 260 parrocchie suddivise nei distretti ecclesiastici di Celorico, Castelo Branco, Monsanto, Covilhã e Penamacor e Abrantes.
Il 12 maggio 1500 fu celebrato il primo sinodo diocesano, convocato dal vescovo Pedro Vaz Gavião. Il secondo sinodo venne celebrato nel 1614 per l'applicazione dei decreti del concilio di Trento.
Il seminario episcopale ebbe sempre una vita molto precaria e non sempre fu attivo; il vescovo Nuno de Noronha edificò il primo seminario ed un nuovo palazzo episcopale; il seminario fu riorganizzato nel 1763 e funzionò nell'antica sede fino al 1911, anno in cui l'edificio fu confiscato dallo Stato ed oggi è trasformato in un museo.
Il 7 giugno 1771 cedette i distretti di Castelo Branco, Monsanto e Abrantes a vantaggio dell'erezione della diocesi di Castelo Branco.
In seguito alla riorganizzazione territoriale prevista dalla bolla Gravissimum Christi di papa Leone XIII del 30 settembre 1881, Guarda incorporò il territorio della soppressa diocesi di Pinhel e porzioni delle diocesi di Coimbra e di Castelo Branco. La diocesi contava allora 352 parrocchie con 287.751 fedeli.

## Cronotassi dei vescovi
Si omettono i periodi di sede vacante non superiori ai 2 anni o non storicamente accertati.

### Vescovi di Egitania
- Adorico † (menzionato nel 572)
- Comundo † (menzionato nel 589)
- Licério † (prima del 597 - dopo il 610)
- Montésio o Mentésio † (prima del 633 - dopo il 638)
- Arménio † (menzionato nel 646)
- Siclua o Selua † (prima del 653 - dopo il 666)
- Monefonso † (prima del 681 - dopo il 688)
- Argesindo † (menzionato nel 693)
  - Sede soppressa

### Vescovi di Guarda
- Rodrigo † (1199)
- Martinho Pais † (circa 1200 - 12 novembre 1228 deceduto)
- Vicente Hispano † (prima di maggio 1229 - 21 settembre 1248 deceduto)
- Rodrigo Fernandes † (febbraio 1249 - 6 settembre 1267 deceduto)
- Vasco, O.F.M. † (17 settembre 1267 - novembre 1278 deceduto)
- João Martins, O.F.M. † (24 dicembre 1278 - dopo il 14 marzo 1301 deceduto)
- Vasco Martins de Alvelos † (14 febbraio 1302 - 23 ottobre 1311 deceduto)
- Rodrigo (II) † (1313)
- Estêvão † (prima del 4 ottobre 1314 - 1316 ? deceduto)
- Martinho † (7 luglio 1319 - 1322 deceduto)
- Guterres † (1º ottobre 1322 - 11 aprile 1326 nominato vescovo di Cordova)
- Bartolomeu † (11 aprile 1326 - 1345 deceduto)
- Afonso Dinis † (9 gennaio 1346 - 15 ottobre 1347 nominato vescovo di Évora)
- Lourenço Rodriguez † (15 ottobre 1347 - 23 maggio 1356 nominato vescovo di Coimbra)
- Estêvão Tristão † (23 maggio 1356 - ? deceduto)
- Gil Cabral de Viana † (10 dicembre 1358 - ? deceduto)
- Vasco de Menezes † (26 maggio 1363 - 23 luglio 1364 nominato vescovo di Coimbra)
- Gonçalo Martins ? †
- Afonso Correia † (7 ottobre 1364 - 1384 deposto)
- Vasco de Lamego, O.Cist. † (1384 - circa 1394 deceduto)
- Afonso Ferraz (circa 1394 - 1396 ?)
- Gil † (?)
- Gonçalo Vasques da Cunha † (29 maggio 1395 - 14 agosto 1426 deceduto)
- Luís da Guerra † (12 febbraio 1427 - 1458 deceduto)
- João Manuel de Portugal e Vilhena, O.Carm. † (9 luglio 1459 - dicembre 1476 deceduto)
- João Afonso Ferraz † (17 marzo 1477 - 1478 deceduto)
- Álvaro de Chaves † (31 agosto 1478 - 1481 dimesso)
  - Garcia de Menezes † (5 settembre 1481 - 1484 dimesso) (amministratore apostolico)
- Álvaro de Chaves † (17 dicembre 1484 - 1496 deceduto) (per la seconda volta)
- Pedro Vaz Gavião † (22 giugno 1496 - 13 agosto 1516 deceduto)
- Alfonso del Portogallo † (9 settembre 1516 - 23 febbraio 1519 dimesso)
- Jorge de Melo, O.Cist. † (23 febbraio 1519 - 5 agosto 1548 deceduto)
- Cristóvão de Castro † (5 marzo 1550 - 1552 deceduto)
  - Sede vacante (1552-1556)
- João de Portugal † (23 marzo 1556 - 1585 deceduto)
- Manuel de Quadros † (11 dicembre 1585 - 1593 deceduto)
- Nuno de Noronha † (22 agosto 1594 - 12 ottobre o 27 novembre 1608 deceduto)
- Afonso Furtado de Mendonça † (9 dicembre 1609 - 5 settembre 1616 nominato vescovo di Coimbra)
- Francisco de Castro † (18 settembre 1617 - 19 gennaio 1630 dimesso)
- Lopo de Sequeira Pereira † (7 giugno 1632 - 4 agosto 1636 deceduto)
  - Sede vacante (1636-1639)
- Dinis de Melo e Castro † (7 febbraio 1639 - 24 novembre 1639 deceduto)
  - Sede vacante (1639-1669)[3]
- Álvaro de São Boaventura, O.F.M.Cap. † (17 giugno 1669 - 27 giugno 1672 nominato vescovo di Coimbra)
- Martim Afonso de Melo † (12 settembre 1672 - 1º agosto 1684 deceduto)
- Luís da Silva Teles, O.SS.T. † (9 aprile 1685 - 27 agosto 1691 nominato arcivescovo di Évora)
- João de Mascarenhas † (24 marzo 1692 - 24 gennaio 1693 deceduto)
- Rodrigo de Moura Teles † (21 giugno 1694 - 10 marzo 1704 nominato arcivescovo di Braga)
- António de Saldanha † (22 marzo 1706 - 28 giugno 1711 deceduto)
- João de Mendonça † (30 gennaio 1713 - 2 agosto 1736 deceduto)
  - Sede vacante (1736-1741)
- José Fialho, O.Cist. † (2 gennaio 1741 - 18 marzo 1741 deceduto)
- Bernardo António de Melo Osório † (26 novembre 1742 - 9 luglio 1771 deceduto)
- Jerónimo Rogado de Carvalhal e Silva † (8 marzo 1773 - 19 febbraio 1797 deceduto)
- José António Pinto de Mendonça Arrais † (18 dicembre 1797 - 19 aprile 1822 deceduto)
- Carlos de São José de Azevedo e Sousa, O.F.M. † (24 novembre 1823 - 1828 deceduto)
  - Sede vacante (1828-1832)
- Joaquim José Pacheco Sousa † (2 luglio 1832 - 23 novembre 1857 deceduto)
- Manuel Martins Manso † (18 marzo 1858 - 1º dicembre 1878 deceduto)
  - Sede vacante (1878-1883)
- Tomás Gomes de Almeida † (9 agosto 1883 - 3 gennaio 1903 deceduto)
- Manuel Vieira de Matos † (2 aprile 1903 - 1º ottobre 1914 nominato arcivescovo di Braga)
- José Alves Matoso † (3 ottobre 1914 - 1º febbraio 1952 deceduto)
- Domingos da Silva Gonçalves † (1º febbraio 1952 succeduto - 4 giugno 1960 deceduto)
- Policarpo da Costa Vaz † (9 luglio 1960 - 17 novembre 1979 dimesso)
- António dos Santos † (17 novembre 1979 - 1º dicembre 2005 dimesso)
- Manuel da Rocha Felício (1º dicembre 2005 succeduto - 20 dicembre 2024 ritirato)
- José Miguel Barata Pereira, dal 20 dicembre 2024

## Statistiche
La diocesi nel 2023 su una popolazione di 260.160 persone contava 249.520 battezzati, corrispondenti al 95,9% del totale.
| anno | popolazione | popolazione | popolazione | presbiteri | presbiteri | presbiteri | presbiteri                | diaconi | religiosi | religiosi | parrocchie |
| anno | battezzati  | totale      | %           | numero     | secolari   | regolari   | battezzati per presbitero | diaconi | uomini    | donne     | parrocchie |
| ---- | ----------- | ----------- | ----------- | ---------- | ---------- | ---------- | ------------------------- | ------- | --------- | --------- | ---------- |
| 1949 | 424.000     | 424.512     | 99,9        | 318        | 312        | 6          | 1.333                     |         | 10        | 170       | 356        |
| 1970 | 374.946     | 375.254     | 99,9        | 318        | 302        | 16         | 1.179                     |         | 21        | 285       | 358        |
| 1980 | 327.000     | 328.000     | 99,7        | 254        | 235        | 19         | 1.287                     |         | 24        | 190       | 360        |
| 1990 | 290.000     | 295.000     | 98,3        | 217        | 197        | 20         | 1.336                     |         | 29        | 119       | 362        |
| 1999 | 250.000     | 265.000     | 94,3        | 189        | 173        | 16         | 1.322                     |         | 19        | 142       | 361        |
| 2000 | 250.000     | 265.000     | 94,3        | 183        | 168        | 15         | 1.366                     |         | 17        | 137       | 361        |
| 2001 | 250.000     | 265.000     | 94,3        | 184        | 169        | 15         | 1.358                     |         | 17        | 150       | 361        |
| 2002 | 250.000     | 265.000     | 94,3        | 188        | 171        | 17         | 1.329                     |         | 20        | 136       | 361        |
| 2003 | 250.000     | 265.000     | 94,3        | 186        | 169        | 17         | 1.344                     |         | 35        | 130       | 361        |
| 2004 | 250.000     | 260.000     | 96,2        | 177        | 160        | 17         | 1.412                     |         | 29        | 121       | 361        |
| 2006 | 250.700     | 260.700     | 96,2        | 164        | 150        | 14         | 1.528                     |         | 16        | 127       | 361        |
| 2013 | 254.300     | 265.000     | 96,0        | 142        | 127        | 15         | 1.790                     | 18      | 26        | 104       | 361        |
| 2016 | 251.100     | 261.700     | 95,9        | 130        | 114        | 16         | 1.931                     | 17      | 27        | 100       | 361        |
| 2019 | 249.000     | 259.570     | 95,9        | 115        | 102        | 13         | 2.165                     | 17      | 13        | 107       | 367        |
| 2021 | 249.250     | 259.880     | 95,9        | 110        | 97         | 13         | 2.265                     | 21      | 13        | 80        | 361        |
| 2023 | 249.520     | 260.160     | 95,9        | 96         | 83         | 13         | 2.599                     | 21      | 13        | 85        | 361        |